# ZNF37A
ZNF37A‏ (Zinc finger protein 37A) هوَ بروتين يُشَفر بواسطة جين ZNF37A في الإنسان.